# 樋口長市
樋口 長市（ひぐち ちょういち、1871年12月6日（明治4年11月5日） − 1945年（昭和20年）9月1日）は明治時代から昭和初期にかけての日本の教育者。
八大教育主張講演の論者の一人であり、「自学主義」を唱える。だがその「自学」とは、あくまで教科書を中心としたものであった。

## 経歴
長野県南安曇郡丸田村（現・松本市）生まれ。1894年長野県師範学校、1899年東京高等師範学校卒業。大阪府師範学校教諭、1903年東京府師範学校主事となる。1919年文部省からアメリカ、イギリス、フランス留学を命じられ、「心身異常者に対する特殊教育の実際」を視察研究し、1921年に帰国。
東京高等師範学校教授であった1924年9月に、広島高等師範学校教授であった長田新とともに、臨時文部省視学官として長野県に派遣され、長野県松本女子師範学校付属小学校で川井訓導事件を引き起こした。1925年東京聾唖学校校長に就任。

## 著作
- 「余の教員生活と教育上の些細な仕事」（『教育』第3巻第1号、岩波書店、1935年1月）

著書
- 『教育適用 児童心理学』 同文館、1900年2月
- 『新令適用 小教育学』 同文館、1901年1月
  - 『改訂 小教育学』 宝文館ほか、1906年4月
  - 『小教育学』 宝文館、1908年5月
- 『尋常小学 二部教授要義』 立石仙六ほか共著、宝文館、1908年10月
- 『自習法並にこれと関聯せる教授法』 立石仙六共著、宝文館、1909年3月
- 『愛児の躾けと愛児の教育 : 家庭と学校との中間問題』 隆文館、1919年5月
- 『自学主義の教育法』 金港堂書籍、1919年6月
- 『八大教育主張』 河野清丸ほか共著、大日本学術協会、1921年11月
  - 『八大教育主張』 小原国芳ほか共著、玉川大学出版部〈教育の名著〉、1976年7月
  - 橋本美保監修 『文献資料集成大正新教育 第I期第1巻 八大教育主張』 日本図書センター、2016年1月、ISBN 9784284307949
- 『特殊児童の教育保護』 児童保護研究会〈児童研究〉、1924年4月
  - 高橋淳子、平田勝政解説 『知的・身体障害者問題資料集成 戦前編第4巻』 不二出版、2005年6月、ISBN 4835055136
- 『欧米の特殊教育』 目黒書店、1924年9月
  - 『欧米の特殊教育』 日本図書センター〈現代日本児童問題文献選集〉、1986年10月、ISBN 4820506293
- 『意的生命論に立脚せる 余の自学主義の教育 附米国の自学主義の教育』 目黒書店、1925年12月
- 『我国現時の三大教育学説』 目黒書店、1926年12月
- 『比較教育』 宝文館、1928年1月
- 『生活教育学』 目黒書店、1935年1月
- 『現代教育学大系 原論篇第廿二巻 比較教育制度論』 成美堂書店、1936年10月
- 『特殊教育学』 健文館、1939年7月

## 関連文献
- 「樋口長市氏の自学主義と其批判」（渡部政盛著 『現今 改造的教育思潮批判』 大同館書店、1921年9月）
- 大日本学術協会編修 『日本現代教育学大系 第六巻 小林澄兄氏教育学 真田幸憲氏教育学 樋口長市氏教育学 原田実氏教育学』 モナス、1927年9月 ／ 日本図書センター、1989年11月、ISBN 4820584707
- 「前会長樋口先生を送る」（『聾唖教育』第42号、日本聾唖教育会、1937年12月）
- 「樋口先生を偲ぶ」（『殿坂の友』第42号、東京聾唖学校同窓会、1938年7月）
  - 筑波大学附属聴覚特別支援学校編 『東京聾唖学校同窓会誌 『口なしの花』『殿坂の友』 第4巻』 明石書店、2012年11月、ISBN 9784750336954
- 由良哲次 「樋口長市先生の学と人」（『教育学術界』第77巻第5号、モナス、1938年8月）
- 西脇英逸 「解説」（前掲 『八大教育主張』 玉川大学出版部、1976年7月）
- 平田勝政「樋口長市文献目録」『長崎大学教育学部教育科学研究報告』第52巻、長崎大学教育学部、1997年3月、25-39頁、ISSN 03882802、NAID 110000375276。
- 清野茂「梓渓生・樋口長市の人物像と教育に関する一考察:1920?1930年代のいくつかの事柄をとりあげて」『ろう教育科学』第47巻第2号、ろう教育科学会、2005年7月、85-98頁、ISSN 02871548、NAID 40006839517。
- 永井優美、近藤めぐみ 「樋口長市の自学主義教育論」（橋本美保、田中智志編著 『大正新教育の思想 : 生命の躍動』 東信堂、2015年7月、ISBN 9784798913001）
- 和崎光太郎「大正自由教育と「赤化思想」: 川井訓導事件とその周辺」『信濃 〔第3次〕』第59巻第10号、信濃史学会、2007年10月、753-770頁、doi:10.11501/11199578、ISSN 02886987、NAID 40015675125、NDLJP:11199578。